# Croisière des rois

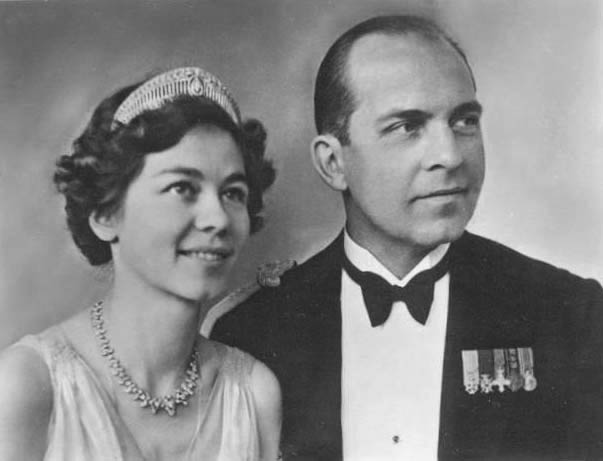
La reine Frederika et le roi Paul Ier de Grèce, initiateurs de la croisière des rois.

La croisière des rois (en grec moderne : Η κρουαζιέρα των γαλαζοαίματων) est un événement mondain qui fut organisé en Méditerranée par la reine Frederika de Grèce et son époux le roi Paul Ier, durant les étés 1954 et 1956.
Officiellement mise en place pour promouvoir le tourisme grec, la première croisière dure du 23 août au 3 septembre 1954. Elle se déroule à bord du yacht Agamemnon, propriété de l'armateur grec Eugenides (en), et transporte près de cent personnalités du gotha européen, issues de vingt-cinq familles souveraines ou anciennement souveraines différentes.
La seconde édition de la croisière des rois est prévue au mois d'août 1956. Cependant, la nationalisation du canal de Suez par Nasser et sa fermeture par les autorités britanniques empêchent le bon déroulement de la croisière, qui est finalement transformée en séjour au palais de Mon Repos, à Corfou.

## Objectifs des deux croisières
Imaginée par la reine Frederika, petite-fille du Kaiser Guillaume II d'Allemagne, la croisière des rois a pour but officiel de promouvoir le tourisme grec au sortir de la guerre civile. Cependant, dans l'esprit de la souveraine, la croisière doit également permettre aux personnalités du gotha européen de retisser les liens familiaux après les affres des deux guerres mondiales.
Rassemblant les principaux princes et princesses célibataires de l'époque, la « croisière des rois » a par ailleurs souvent été décrite comme une tentative à peine voilée de la reine Frederika de jouer les entremetteuses pour ses enfants et les autres jeunes gens à marier du gotha. Cependant, la croisière n'a réellement abouti qu'à un seul mariage princier : celui du prince Alexandre de Yougoslavie et de la princesse Maria-Pia d'Italie, en 1955.

## Programmes des deux croisières

### Édition de 1954

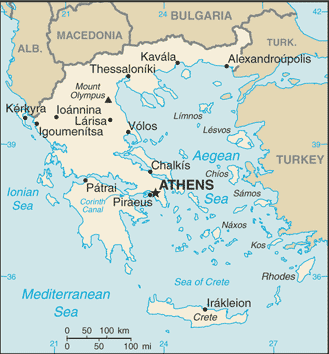
Carte de la Grèce.

Parti du port de Marseille, où ont notamment embarqué la grande-duchesse Charlotte de Luxembourg et sa famille, le yacht grec Agamemnon arrive à Naples, le 23 août 1954, à onze heures du matin. Dans la ville italienne, le navire accueille l'essentiel de ses passagers, dont la famille royale de Grèce, arrivée à bord du destroyer Navarin, à 8h20. Une fois les convives du roi et de la reine des Hellènes rassemblés, l’Agamemnon quitte Naples à 13h45 et prend la direction des îles Ioniennes.
À l'intérieur du navire comme lors des excursions prévues tout au long de l'itinéraire, les règles du protocole sont abolies, ce qui permet aux invités princiers d'être libérés de tout ordre de préséance. Les repas et les visites sont ainsi bien moins formels et les convives peuvent se mélanger plus facilement, quel que soit leur rang.
La première escale de l’Agamemnon se déroule à Corfou, où les passagers retrouvent l'ancien roi Humbert II d'Italie et sa famille, interdits de séjour dans leur pays depuis la proclamation de la République en 1946. Une fois ces nouveaux voyageurs embarqués, le navire gagne Olympie, Héraklion (en Crète), Rhodes, Santorin, Mykonos, Skiathos, le Cap Sounion puis Athènes, via le port de Phalère. Le 31 août, l’Agamemnon est à Épidaure, où les convives assistent à une représentation de l’Hippolyte d'Euripide. Le voyage se termine le 1er septembre, à Delphes, où la famille royale de Grèce prend congé de ses invités.
Finalement, l’Agamemnon libère ses passagers à Corfou le 2 septembre et à Naples le 3 septembre.

### Édition de 1956
La première édition de la croisière des rois ayant connu un franc succès, la reine Frederika décide de renouveler l'expérience en 1956. Cette fois, c'est le yacht Achilles qui doit accueillir les voyageurs princiers. Cependant, la nationalisation du canal de Suez par Nasser et sa fermeture subséquente par les autorités britanniques à l'été 1956 empêchent le bon déroulement de la croisière. Dans ces conditions, les souverains grecs décident de transformer le voyage en séjour au palais de Mon Repos, à Corfou,.

## Participants à la première édition

### Allemagne
Maison de Bade
- Louis de Bade (1937), prince de Bade, fils de la princesse Théodora de Grèce,
- Marguerite de Bade (1932-2013), princesse de Bade, fille de la princesse Théodora de Grèce,

Maison de Hanovre
- Ernest-Auguste de Hanovre (1914-1987), prétendant au trône de Hanovre, frère de la reine des Hellènes
- Ortrude de Schleswig-Holstein-Sonderbourg-Glücksbourg (1925-1980), princesse de Hanovre
- Georges-Guillaume de Hanovre (1915-2006), prince de Hanovre
- Sophie de Grèce (1914-2001), princesse de Hanovre, fille du prince André de Grèce
- Christian de Hanovre (1919-1981), prince de Hanovre
- Guelf-Henri de Hanovre (1923-1997), prince de Hanovre

Maison de Hesse
- Maurice de Hesse-Cassel (1926-2013), prince de Hesse-Cassel
- Henri de Hesse-Cassel (1927-1999), prince de Hesse-Cassel
- Othon de Hesse-Cassel (1937-1998), prince de Hesse-Cassel
- Charles de Hesse-Cassel (1937-2022), prince de Hesse-Cassel
- Rainier de Hesse-Cassel (1939), prince de Hesse-Cassel
- Dorothée de Hesse-Cassel (1934), princesse de Hesse-Cassel

Maison de Hohenlohe
- Gottfried de Hohenlohe-Langenbourg (1897-1960), prince de Hohenlohe-Langenbourg
- Marguerite de Grèce (1905-1981), princesse de Hohenlohe-Langenbourg, fille du prince André de Grèce
- Kraft de Hohenlohe-Langenbourg (1935-2004), prince de Hohenlohe-Langenbourg
- Georges de Hohenlohe-Langenbourg (1938-2021), prince de Hohenlohe-Langenbourg
- Béatrice de Hohenlohe-Langenbourg (1936-1997), princesse de Hohenlohe-Langenbourg

Maison de Mecklembourg
- Christian-Louis de Mecklembourg-Schwerin (1912-1996), prétendant au trône de Mecklembourg-Schwerin
- Thyra de Mecklembourg-Schwerin (1919-1981), princesse de Mecklembourg-Schwerin

Maison de Schaumbourg-Lippe
- Christian de Schaumbourg-Lippe (1898-1974), prétendant au trône de Lippe
- Feodora de Danemark (1910-1975), princesse de Schaumbourg-Lippe

Maison de Schleswig-Holstein
- Pierre de Schleswig-Holstein (1922-1980), prince de Schleswig-Holstein
- Marie Alix de Schaumbourg-Lippe (1923-2021), princesse de Schleswig-Holstein
- Frédéric-Ferdinand de Schleswig-Holstein (1913-1989)

Maisons de Tour et Taxis et Radziwill
- Raymond de Tour et Taxis (1907-1986), duc de Castel-Duino
- Eugénie de Grèce (1910-1989), duchesse de Castel-Duino, fille du prince Georges de Grèce
- Tatiana Radziwill (1939), princesse Radziwill

Maisons de Wittelsbach et Toerring-Jettenbach
- Albert de Bavière (1905-1996), prince royal de Bavière
- François de Bavière (1933), prince de Bavière
- Marie Gabrielle de Bavière (1931), princesse de Bavière
- Charles-Théodore de Toerring-Jettenbach (1900-1967), comte de Toerring-Jettenbach, veuf de la princesse Élisabeth de Grèce
- Hans Veit de Toerring-Jettenbach (1935), comte de Toerring-Jettenbach
- Hélène de Toerring-Jettenbach (1937), comtesse de Toerring-Jettenbach

Maison de Wurtemberg
- Philippe Albert de Wurtemberg (1893-1975), prétendant au trône de Wurtemberg
- Rose-Marie de Habsbourg-Toscane (1906-1983), duchesse de Wurtemberg
- Louis Albert de Wurtemberg (1930-2019), prince royal de Wurtemberg
- Élisabeth de Wurtemberg (1933-2022), duchesse de Wurtemberg

### Autriche
- Marie-Ileana de Habsbourg-Toscane (1933-1959), archiduchesse d'Autriche

### Balkans
Maison d'Oldenbourg (Grèce)
- Paul Ier de Grèce (1901-1964), roi des Hellènes
- Frederika de Hanovre (1917-1981), reine des Hellènes
- Constantin de Grèce (1940-2023), diadoque de Grèce, leur fils et héritier du trône
- Irène de Grèce (1942), princesse de Grèce, leur fille
- Sophie de Grèce (1938), princesse de Grèce, leur fille
- Georges de Grèce (1869-1957), prince de Grèce, oncle du roi
- Marie Bonaparte (1882-1962), princesse Georges de Grèce
- Michel de Grèce (1939-2024), prince de Grèce, cousin germain du roi

Maison Karadjordjevitch (Yougoslavie)
- Alexandre de Yougoslavie (1924-2016), prince de Yougoslavie, fils de la princesse Olga de Grèce
- Élisabeth de Yougoslavie (1936), princesse de Yougoslavie

Maison de Hohenzollern-Sigmaringen (Roumanie)
- Michel Ier de Roumanie (1921-2017), ex-roi de Roumanie, fils de la princesse Hélène de Grèce,
- Anne de Bourbon-Parme (1923-2016), reine de Roumanie

Maison de Saxe-Cobourg (Bulgarie)
- Siméon II de Bulgarie (1937), ex-roi des Bulgares
- Marie-Louise de Bulgarie (1933), princesse de Bulgarie

### Benelux
Maison d'Orange-Nassau (Pays-Bas)
- Juliana des Pays-Bas (1909-2004), reine des Pays-Bas
- Bernhard de Lippe-Biesterfeld (1911-2004), prince consort des Pays-Bas
- Beatrix des Pays-Bas (1938), princesse d'Orange
- Irène des Pays-Bas (1939), princesse des Pays-Bas

Maison de Parme (Luxembourg)
- Charlotte de Luxembourg (1896-1985), grande-duchesse de Luxembourg
- Félix de Bourbon-Parme (1893-1970), prince-consort de Luxembourg
- Jean de Luxembourg (1921-2019), prince héritier de Luxembourg
- Joséphine-Charlotte de Belgique (1927-2005), princesse de Luxembourg
- Élisabeth de Luxembourg (1922-2011), princesse de Luxembourg

### Espagne
Maison de Bourbon
- Juan de Bourbon (1913-1993), infant d'Espagne, qui est un des prétendants au trône de ce pays
- María de las Mercedes de Bourbon-Siciles (1910-2000), comtesse de Barcelone
- Juan Carlos d'Espagne (1938), prince des Asturies
- Pilar de Bourbon (1936-2020), infante d'Espagne

### France
Maison d'Orléans
- Henri d'Orléans (1908-1999), prétendant orléaniste au trône de France
- Isabelle d'Orléans-Bragance (1911-2003), comtesse de Paris
- Henri d’Orléans (1933-2019), considéré comme dauphin de France par les orléanistes
- François d'Orléans (1936-1960), prince d'Orléans
- Hélène d’Orléans (1934), princesse d'Orléans
- Isabelle d'Orléans (1932), princesse d'Orléans
- Anne d'Orléans (1938), princesse d'Orléans
- Diane d'Orléans (1940), princesse d'Orléans

### Italie
Maison de Bourbon-Parme
- René de Bourbon-Parme (1894-1962), prince de Bourbon-Parme
- Marguerite de Danemark (1895-1992), princesse de Bourbon-Parme
- Jacques de Bourbon-Parme (1922-1964), prince de Bourbon-Parme
- André de Bourbon-Parme (1928-1991), prince de Bourbon-Parme

Maison de Bourbon-Siciles
- Antoine de Bourbon-Siciles (1929-2019), prince des Deux-Siciles

Maison de Savoie
- Humbert II d’Italie (1904-1983), ex-roi d’Italie
- Marie-José de Belgique (1906-2001), ex-reine d’Italie
- Victor-Emmanuel de Savoie (1937-2024), prince de Naples
- Maria-Pia de Savoie (1934), princesse d’Italie
- Marie-Gabrielle de Savoie (1940), princesse d’Italie

Branche de Savoie-Aoste
- Marie-Christine de Savoie-Aoste (1933-2023), princesse d’Aoste

### Russie
- Dimitri de Russie (1926-2016), prince de Russie

### Scandinavie
Maison d'Oldenbourg (Danemark)
- Axel de Danemark (1888-1964), prince de Danemark
- Flemming de Danemark (1922-2002), comte de Rosenborg
- Ruth Nielsen (1924-2010), comtesse de Rosenborg
- Viggo de Danemark (1893-1970), comte de Rosenborg
- Eleanor Green (1895-1966), comtesse de Rosenborg

Maison d'Oldenbourg (Norvège)
- Astrid de Norvège (1932), princesse de Norvège

Maison Bernadotte
- Marguerite de Suède (1934), princesse de Suède

## Dans la littérature
La croisière des rois est évoquée de manière ironique par l'écrivain Roland Barthes dans son recueil Mythologies (1957), dans un texte intitulé « La croisière du Sang bleu ».

### Sur les croisières
- (fr) Jean des Cars, « Croisière des rois », dans Dictionnaire amoureux des Monarchies, Plon-Perrin, 2019, 446 p. (ISBN 2259251625), p. 94-100.
- (es) Darío Silva D'Andrea, « Introducción : Un crucero de reyes », dans La Tragedia griega de una dinastía extranjera, Narrativa, 2011 (lire en ligne), p. 2-14.

### Sur la famille royale de Grèce
- (es) Ricardo Mateos Sáinz de Medrano, La Familia de la Reina Sofía : La Dinastía griega, la Casa de Hannover y los reales primos de Europa, Madrid, La Esfera de los Libros, 2004, 573 p. (ISBN 84-9734-195-3).

### Articles de presse
- (en) « Weddind bells the aim, paper claims », The Courier-Mail,‎ 25 août 1954, p. 5 (lire en ligne).
- (es) Julián Cortes Cavanillas, « Los saludos de corte, único detalle protocolario del "Crucero de los Reyes" », ABC (Séville), no 15917,‎ 28 août 1954, p. 11 (lire en ligne).
- (fr) « La "croisière des rois" », Le Monde,‎ 21 août 1956 (lire en ligne).
- (en) Chian Lee Kong, « 'Austerity' — On 200 cases of Champagne », The Straits Times,‎ 25 août 1956, p. 2 (lire en ligne).